# Paul Hansen (Sänger)

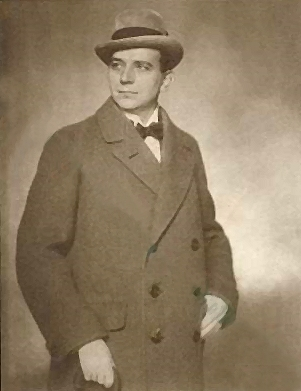
Paul Hansen

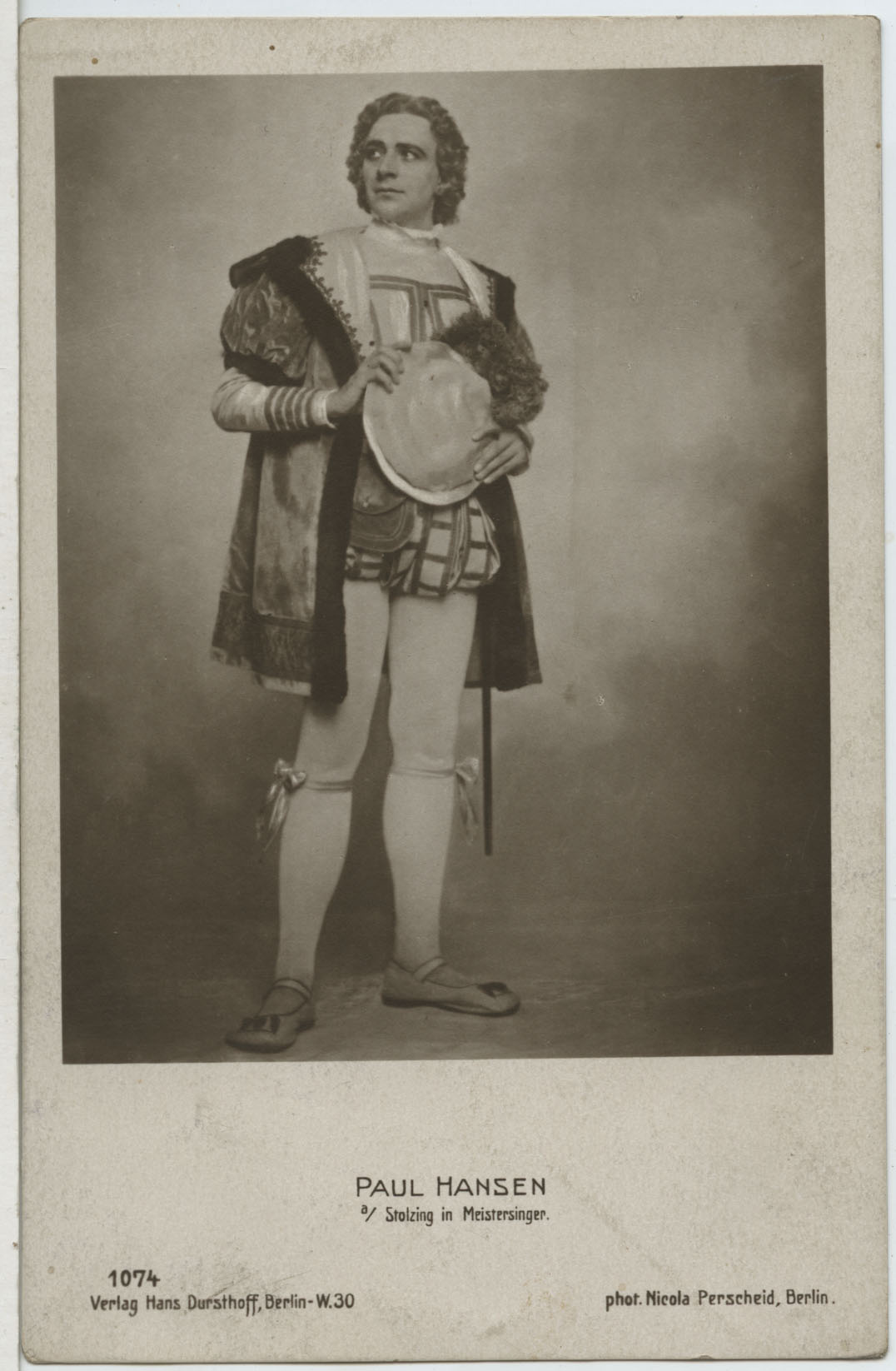
Paul Hansen in Meistersinger

Paul Hansen, gelegentliche Schreibweise auch Poul Hansen (* 3. April 1886 in Kopenhagen; † 11. November 1967 in Helsinki) war ein dänischer Opernsänger (Tenor/Bariton) und Schauspieler beim deutschen Stummfilm.

## Leben und Wirken
Hansen arbeitete zu Beginn des 20. Jahrhunderts als noch sehr junger Mann zunächst in einem gänzlich anderen Beruf: Er war Kupfer-Ziseleur. Kurz darauf wechselte er zum Gesang und ließ sich vom Bariton Albert Hoeberg und dem Tenor Hermann Spiro in Kopenhagen im Gesang ausbilden. Seinen Einstand als Opernsänger (Stimmlage: Tenor) gab Hansen 1908 mit der Rolle des Sverkel in Johan Peter Emilius Hartmanns 1846 uraufgeführter Oper Liden Kirsten an Kopenhagens Königlicher Oper. Die kommenden fünf Jahre blieb Hansen dieser Spielstätte treu, ehe er 1913 einem Ruf an das Deutsche Opernhaus in Berlin-Charlottenburg folgte. In der deutschen Reichshauptstadt ließ sich Hansen bei Lilli Lehmann, Luise Reuss-Belce und Richard Loewe fortbilden. 1919 wechselte er ins Baritonfach, übernahm seit 1921 aber auch erneut Tenorpartien, diesmal im Fach des Buffos und Charakterdarsteller.
Während seiner Berliner Zeit wurden dem Startenor auch zahlreiche Stummfilmrollen angeboten, beginnend noch während des Ersten Weltkriegs in einer Adaption von Cavalleria rusticana, der einaktigen Oper von Pietro Mascagni. In der Frühzeit der Weimarer Republik sah man Hansen in etwa 20 Filmen, darunter drei der acht Teile des Epos Herrin der Welt von Joe May, wo er mit der Rolle des Ingenieurs Allan Stanley Filmpartner von dessen Gattin Mia May und des Gesangskollegen Michael Bohnen war. In nur fünf Jahren (1919 bis 1924) arbeitete Hansen mit bekannten Kinoregisseuren wie Georg Jacoby, Hans Steinhoff, G. W. Pabst und immer wieder Josef Stein zusammen und war Filmpartner von deutschen Leinwandidolen vom Schlage Ossi Oswalda, Pola Negri, Harry Liedtke, Lil Dagover und zuletzt auch zweimal Henny Porten, ehe er 1924 Abschied von der Leinwand nahm.
Nach seinem Abgang aus Berlin kam Hansen 1925 einer Verpflichtung an das Reußische Theater in Gera nach, wo er als Spielleiter und Stellvertreter des Intendanten Walter Bruno Iltz auftrat. Gelegentlich sah man ihn hier auch noch als Sänger. Von 1930 bis 1932 wirkte Paul Hansen als Direktionsstellvertreter, Regisseur und Schauspieler am Theater der Stadt Münster unter der Intendanz Alfred Bernaus, ehe er anschließend auf Gastspielreise ging. Die Machtergreifung durch die Nationalsozialisten ließ Hansen Deutschland den Rücken zukehren, und der Däne kehrte in seine Heimat, nach Kopenhagen, zurück. Hier beendete er weitgehend seine Bühnenlaufbahn und begann als Musikpädagoge zu arbeiten, einen Beruf, den er später in Helsinki fortführte. Die finnische Hauptstadt wurde Hansens letzte Lebensstation.
Durch den zweimaligen Wechsel des Stimmfachs bedingt, beherrschte der Sänger ein Repertoire von über 150 Gesangspartien bzw. -rollen. Besonders mit Wagner-Partien machte Hansen Furore. Zu seinen bekanntesten Bühnengesangsrollen zählen die Titelrollen des Lohengrin, des Tannhäuser, des Parsifal sowie der Ritter Walther von Stolzing in den Meistersingern. Weitere bedeutende Auftritte absolvierte der Däne mit dem Don José in George Bizets Carmen und als Jäger Konrad in der romantischen Oper Hans Heiling von Heinrich Marschner. Als Bariton reüssierte er unter anderem in der Titelrolle von Verdis Rigoletto. Paul Hansen war mit der Opernsängerin Emma Vilmar, seiner Filmpartnerin in Cavalleria rusticana, verheiratet.

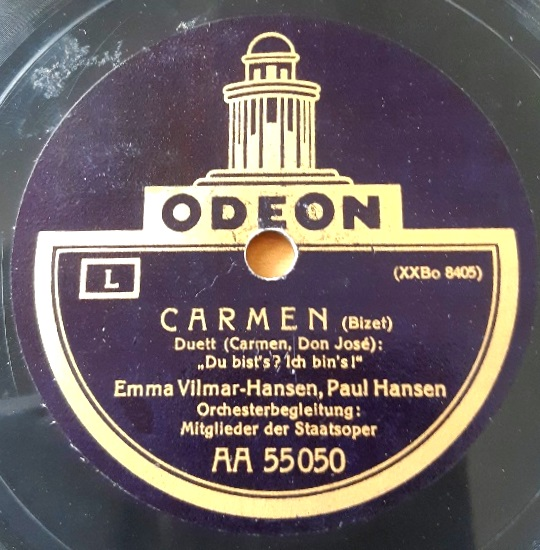
Schallplatte von Paul Hansen mit seiner Frau (Berlin 1924)

Erste Aufnahmen als Tenor erschienen bei Gramophone (Berlin 1913–15), als Bariton ist er auf Parlophon zu hören (Berlin 1920), schließlich folgten Duett-Aufnahmen als Tenor mit seiner Frau bei Odeon (Berlin 1924–25). Von seiner Frau Emma Vilmar-Hansen existieren zwei Schallplatten mit Solo-Arien auf Odeon (Berlin 1924).

## Filmografie
- 1917: Cavalleria Rusticana
- 1918: Weißes Gold
- 1918: Der Freischütz
- 1919: Reichsgräfin Gisela
- 1919: Das Millionenmädel
- 1919: Kreuziget sie!
- 1920: Die Herrin der Welt, 5. Teil: Ophir, die Stadt der Vergangenheit
- 1920: Die Herrin der Welt, 6. Teil: Die Frau mit den Milliarden
- 1920: Die Herrin der Welt, 7. Teil: Die Wohltäterin der Menschheit
- 1920: Zigeunerblut
- 1920/21: Die Jagd nach dem Tode (4 Teile)
- 1921: Junge Mama
- 1921: Die Filibuster
- 1921: Der Spielmann
- 1922: Lucifer
- 1922: Die Dame in Grau
- 1922: Tiefland
- 1923: Inge Larsen
- 1924: Gräfin Donelli